# National Lacrosse League
La Liga Nacional de Lacrosse (en inglés: National Lacrosse League [NLL]) es una liga profesional de lacrosse indoor que se celebra en Estados Unidos y Canadá. Actualmente el campeonato está compuesto por 14 equipos, nueve estadounidenses y cinco canadienses, y suele celebrarse en la temporada invernal.
Como en la mayoría de campeonatos profesionales estadounidenses, los equipos juegan una fase regular y posteriormente pasan a unas eliminatorias, en las que se decide el vencedor de la NLL. A diferencia de otras ligas como la MLB o la NFL, el lacrosse cuenta con una audiencia más minoritaria, por lo que los traslados de franquicias y fusiones han sido más frecuentes.

## Historia

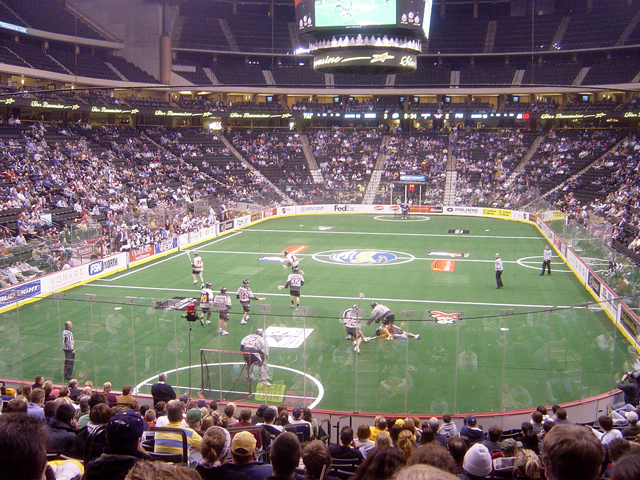
Partido de la NLL entre Philadelphia Wings y Minnesota Swarm.

Anteriormente existió un campeonato de Lacrosse en la década de 1970, pero que terminó desapareciendo. El renacimiento de la liga profesional se produjo el 13 de marzo de 1986, con la formación de la Eagle Pro Box Lacrosse League. La primera temporada fue en 1987, y contó con tan solo cuatro equipos: Philadelphia Wings (único equipo que sigue existiendo en la actualidad), New Jersey Saints, Washington Wave y Baltimore Thunder.
Con el paso del tiempo, el campeonato fue aumentando su número de equipos y en 1989 pasó a denominarse como Major Indorr Lacrosse League. En 1997 pasó a llamarse National Lacrosse League y adoptó un modelo similar al del resto de ligas profesionales estadounidenses, y con una mayor expansión a otros mercados.

## Reglamento
La versión de lacrosse que se juega en la NLL es el lacrosse indoor (en pista). Posee varias diferencias con el box lacrosse. En la NLL se juegan cuatro cuartos de quince minutos cada uno, con dos minutos de descanso entre cuartos y una pausa de doce minutos entre el segundo y tercer tiempo, conocida como half-time o "descanso". El tiempo deja de contar cuanto el juego se detiene.
El equipo que marca más goles al finalizar el tiempo reglamentario es el ganador. Si el partido termina en empate al término de los cuatro cuartos, los equipos deben jugar prórrogas de quince minutos a muerte súbita, en la que el equipo que marca primero se lleva la victoria. Para dar al juego de un mayor dinamismo, el equipo en posesión de la pelota tiene diez segundos para pasar la bola de la línea central, y pasa la posesión al equipo visitante.

## Esquema del campeonato
Cada equipo de la NLL juega dieciséis partidos durante la temporada regular, ocho en casa y ocho fuera. Los equipos están agrupados en dos divisiones; la División Este y la División Oeste. Cada equipo juega al menos doce de sus dieciséis partidos de la temporada regular frente a rivales de su propia división.
La temporada regular comienza a finales de diciembre y termina en abril. Al final de la temporada regular, los cuatro primeros equipos de cada división se clasifican para los playoffs, que consisten en tres partidos de eliminatorias, y en el cuadro se enfrentan el primer equipo contra el cuarto clasificado, y el segundo frente al tercero. La fase final se desarrolla en dos semanas, y el vencedor de la final se lleva la Champion's Cup.
Todos los partidos se juegan los fines de semana, salvo algún partido celebrado ocasionalmente los jueves. Eso se debe a que la mayoría de los jugadores de la NLL tienen trabajos a tiempo completo, a pesar de que la NLL es una liga profesional.

## Equipos
| Division  | Equipo                     | Ciudad           | Arena                             | Capacidad | Fundación | Ingreso | Entrenador      |
| --------- | -------------------------- | ---------------- | --------------------------------- | --------- | --------- | ------- | --------------- |
| Norte     | Buffalo Bandits            | Buffalo, NY      | KeyBank Center                    | 19,070    | 1991      | 1992    | John Tavares    |
| Norte     | Halifax Thunderbirds       | Halifax, NS      | Scotiabank Centre                 | 10,595    | 1995*     | 2019    | Mike Accursi    |
| Norte     | Rochester Knighthawks      | Rochester, NY    | Blue Cross Arena                  | 10,664    | 2019      | 2019    | Mike Hasen      |
| Norte     | Toronto Rock               | Toronto, ON      | Scotiabank Arena                  | 18,819    | 1998*     | 1999    | Matt Sawyer     |
| Este      | Georgia Swarm              | Duluth, GA       | Infinite Energy Arena             | 11,355    | 2004*     | 2015    | Ed Comeau       |
| Este      | New England Black Wolves   | Uncasville, CT   | Mohegan Sun Arena                 | 7,074     | 1987*     | 2014    | Glenn Clark     |
| Este      | New York Riptide           | Uniondale, NY    | Nassau Veterans Memorial Coliseum | 13,917    | 2018      | 2019    | Dan Ladouceur   |
| Este      | Philadelphia Wings         | Philadelphia, PA | Wells Fargo Center                | 19,543    | 2017      | 2018    | Paul Day        |
| Oeste     | Calgary Roughnecks         | Calgary, AB      | Scotiabank Saddledome             | 19,289    | 2001      | 2002    | Curt Malawsky   |
| Oeste     | Colorado Mammoth           | Denver, CO       | Ball Arena                        | 17,809    | 1987*     | 2003    | Pat Coyle       |
| Oeste     | San Diego Seals            | San Diego, CA    | Pechanga Arena                    | 12,920    | 2017      | 2018    | Patrick Merrill |
| Oeste     | Saskatchewan Rush          | Saskatoon, SK    | SaskTel Centre                    | 15,200    | 2005*     | 2015    | Derek Keenan    |
| Oeste     | Vancouver Warriors         | Vancouver, BC    | Rogers Arena                      | 18,910    | 2000*     | 2013    | Chris Gill      |
| Expansión | Panther City Lacrosse Club | Fort Worth, TX   | Dickies Arena                     | 12,200    | 2020      | 2021    | Tracey Kelusky  |

Un asterisco (*) indica que la franquicia se mudó a su ubicación actual y ha estado en una o más ubicaciones anteriores en su historial.

## Palmarés

### Campeonatos por año
| Año  | Campeón               | Subcampeón            |
| 1987 | Baltimore Thunder     | Washington Wave       |
| 1988 | New Jersey Saints     | Washington Wave       |
| 1989 | Philadelphia Wings    | New York Saints       |
| 1990 | Philadelphia Wings    | New England Blazers   |
| 1991 | Detroit Turbos        | Baltimore Thunder     |
| 1992 | Buffalo Bandits       | Philadelphia Wings    |
| 1993 | Buffalo Bandits       | Philadelphia Wings    |
| 1994 | Philadelphia Wings    | Buffalo Bandits       |
| 1995 | Philadelphia Wings    | Rochester Knighthawks |
| 1996 | Buffalo Bandits       | Philadelphia Wings    |
| 1997 | Rochester Knighthawks | Buffalo Bandits       |
| 1998 | Philadelphia Wings    | Baltimore Thunder     |
| 1999 | Toronto Rock          | Rochester Knighthawks |
| 2000 | Toronto Rock          | Rochester Knighthawks |
| 2001 | Philadelphia Wings    | Toronto Rock          |
| 2002 | Toronto Rock          | Albany Attack         |
| 2003 | Toronto Rock          | Rochester Knighthawks |
| 2004 | Calgary Roughnecks    | Buffalo Bandits       |
| 2005 | Toronto Rock          | Arizona Sting         |
| 2006 | Colorado Mammoth      | Buffalo Bandits       |
| 2007 | Rochester Knighthawks | Arizona Sting         |
| 2008 | Buffalo Bandits       | Portland Lumberjax    |
| 2009 | Calgary Roughnecks    | New York Titans       |
| 2010 | Washington Stealth    | Toronto Rock          |
| 2011 | Toronto Rock          | Washington Stealth    |
| 2012 | Rochester Knighthawks | Edmonton Rush         |
| 2013 | Rochester Knighthawks | Washington Stealth    |
| 2014 | Rochester Knighthawks | Calgary Roughnecks    |
| 2015 | Edmonton Rush         | Toronto Rock          |
| 2016 | Saskatchewan Rush     | Buffalo Bandits       |
| 2017 | Georgia Swarm         | Saskatchewan Rush     |
| 2018 | Saskatchewan Rush     | Rochester Knighthawks |
| 2019 | Georgia Swarm         | Saskatchewan Rush     |
| 2020 | Cancelada             |                       |
| 2021 | Cancelada             |                       |
| 2022 | Colorado Mammothh     | Buffalo Bandits       |
| 2023 | Buffalo Bandits       | Colorado Mammoth      |
| 2024 | Buffalo Bandits       | Albany FireWolves     |
| 2025 | Buffalo Bandits       | Saskatchewan Rush     |

### Campeonatos por equipo
| Equipo                               | Títulos |
| ------------------------------------ | ------- |
| Buffalo Bandits                      | 7       |
| Toronto Rocks                        | 6       |
| Philadelphia Wings                   | 6       |
| Rochester Knighthawks                | 5       |
| Edmonton Rush / Saskatchewan Rush    | 3       |
| Calgary Roughnecks                   | 3       |
| Baltimore Thunder / Colorado Mammoth | 3       |
| Georgia Swarm                        | 1       |
| Detroit Turbos                       | 1       |
| New Jersey Saints                    | 1       |
| Washington Stealth                   | 1       |